# 维勒孔塔勒
维勒孔塔勒（法語：Villecomtal，法語發音：[vilkɔ̃tal]）是法国阿韦龙省的一个市镇，属于罗德兹区。

## 地理
维勒孔塔勒（44°32'19"N, 2°33'53"E）面积14.05 平方千米，位于法国奧克西塔尼大區阿韦龙省，该省份为法国南部内陆省份，位于法國中央高原南部，北起顺时针与康塔爾省、洛泽尔省、加尔省、埃罗省、塔恩省、塔恩-加龙省和洛特省接壤。
与维勒孔塔勒接壤的市镇（或旧市镇、城区）包括：康皮阿克、穆雷、米雷堡、罗代勒、圣费利德吕内、塞布拉扎克。

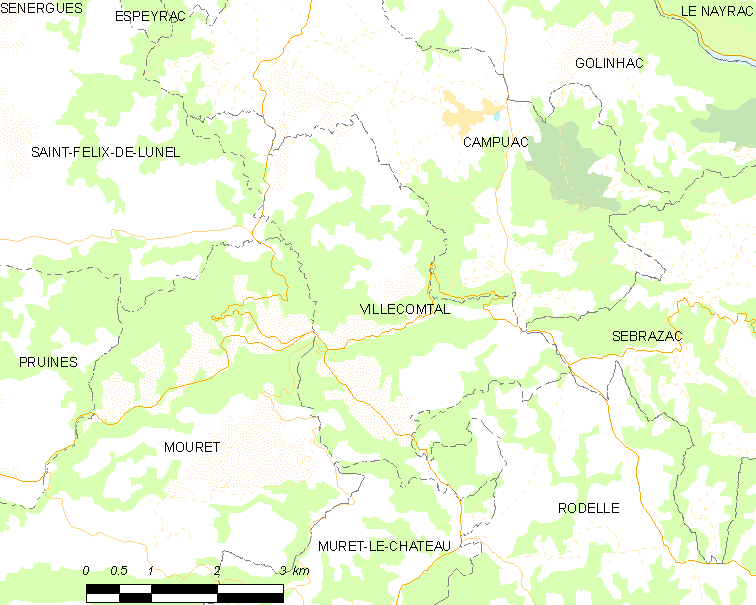
维勒孔塔勒的OSM定位图

维勒孔塔勒的时区为UTC+01:00、UTC+02:00（夏令时）。

## 行政
维勒孔塔勒的邮政编码为12580，INSEE市镇编码为12298。

## 政治
维勒孔塔勒所属的省级选区为洛特-特吕耶尔县。

## 人口

1962-2008年间维勒孔塔勒人口变化图示

维勒孔塔勒于2022年1月1日时的人口数量为426人。